# Bitwa pod Adwalton Moor
Bitwa pod Adwalton Moor – starcie zbrojne, które miało miejsce 30 czerwca 1643 podczas angielskiej wojny domowej (1642–1651).
Bitwa stoczona została w pobliżu Bradford. Hrabia Newcastle, wódz armii Rojalistów maszerował do Bradford (który stał po stronie Parlamentu) z armią liczącą 10 000 żołnierzy. Ferdinando Fairfax, wódz wojsk Parlamentu miał w Bradford 3 000 – 4 000 żołnierzy. Pomimo tego, że był słabszy liczebnie, Fairfax postanowił zagrodzić drogę wojskom Rojalistów, gdyż miasto Bradford było fatalnie przygotowane do obrony i prawie na pewno nie przetrzymałoby oblężenia. Armia Rojalistów pobiła wojska Parlamentu.